# رولز-رویس آرآر۵۰۰
رولز-رویس آرآر۵۰۰ (به انگلیسی: Rolls-Royce RR500) یک موتور هواگرد ساختِ کارخانهٔ رولز-رویس نورث امریکا در کشور ایالات متحده آمریکا است . 